# That's the Way of the World
Pour l’article homonyme, voir That's the Way of the World (chanson).
Albums de Earth, Wind & Fire
Another Time
(1974) Gratitude
(1975)
Singles
1. Shining Star
Sortie : 21 janvier 1975
2. That's the Way of the World
Sortie : 17 juin 1975

That's the Way of the World est le sixième album studio d'Earth, Wind and Fire sorti le 3 mars 1975 sur le label Columbia Records. C'est également la bande sonore du film homonyme et également sorti en 1975.
L'album inclut la chanson That's the Way of the World (n°12 aux États-Unis dans le hit-parade Billboard Hot 100 et no 5 dans le hit-parade soul) et le single Shining Star (n°1 du Hot 100 et du hit-parade soul). L'album a passé trois semaines au sommet du hit-parade album pop et cinq semaines non consécutives au sommet du hit-parade album soul.
L'album a également été le troisième album pop le plus vendu et le premier album rhythm and blues en 1975. Il a été certifié triple disque de platine aux États-Unis par la Recording Industry Association of America. En 2003, l'album a été classé 493e sur la liste du magazine Rolling Stone des 500 plus grands albums de tous les temps.

## Titres
| 1. | Shining Star                | - Philip Bailey - Larry Dunn - Maurice White     | 2:50 |
| 2. | That's the Way of the World | - Charles Stepney - Verdine White - M. White     | 5:45 |
| 3. | Happy Feelin'               | - Al McKay - V. White - Bailey - Dunn - M. White | 3:35 |
| 4. | All About Love              | - Dunn - M. White                                | 6:35 |

| 5. | Yearnin' Learnin' | - Bailey - Stepney - M. White   | 3:39 |
| 6. | Reasons           | - Bailey - Stepney - M. White   | 4:59 |
| 7. | Africano          | - Dunn - M. White               | 5:09 |
| 8. | See the Light     | - Louise Anglin - Bailey - Dunn | 6:18 |

## Crédits
- Philip Bailey – chant, congas, percussion
- George Bohanon – trombone
- Oscar Brashear – trompette
- Larry Dunn – Moog, Piano, orgue, claviers
- Johnny Graham – guitare
- Ralph Johnson – batterie, percussion
- Al McKay – guitare, percussion
- Saini Murira – chef d'orchestre, cordes (8, avec Matepe Ensemble)
- Ernie Watts – saxophone complémentaire
- Fred White – batterie, percussion
- Maurice White – chant, batterie, kalimba, percussion
- Verdine White – basse, percussion, chant
- Andrew P. Woolfolk – flûte, saxophone soprano, saxophone ténor

Production
- Earth, Wind and Fire – arrangements
- Maurice White – production
- Charles Stepney (en) – coproduction, arrangements
- George Massenburg (en) – ingénieur du son, mixage
- Howard Fritzen – direction artistique
- Stephen Newman, Shusei Nagaoka – conception
- Norman Seeff – photographie

Crédits adaptés du livret de l'album.

## Classements et certifications
| Classement (1975)             | Meilleure position |
| ----------------------------- | ------------------ |
| Australie (Kent Music Report) | 84                 |
| Canada (RPM 100 Albums)       | 15                 |
| États-Unis (Billboard 200)    | 1                  |
| États-Unis (Top Soul LPs)     | 1                  |

| Classement (1975)          | Position |
| -------------------------- | -------- |
| Canada (RPM 100 Albums)    | 92       |
| États-Unis (Billboard 200) | 2        |
| États-Unis (Top Soul LPs)  | 1        |

### Certifications
| Pays              | Certification | Unités certifiées |
| ----------------- | ------------- | ----------------- |
| États-Unis (RIAA) | 3 × Platine   | 3 000 000         |